# Takuya Ito (fotbollsspelare född 1974)
Takuya Ito (伊藤 琢矢 Ito Takuya?), född 11 juni 1974 i Saitama prefektur, är en japansk före detta fotbollsspelare.
Ito började sin karriär 1997 i NTT Kanto (Omiya Ardija). Efter Omiya Ardija spelade han för Saitama SC, Sagawa Express Tokyo, Fagiano Okayama och Giravanz Kitakyushu. Han avslutade karriären 2010.